# Asamblea de la Civilidad
La Asamblea de la Civilidad fue una agrupación multigremial creada en Chile durante la dictadura de Augusto Pinochet, que proponía la movilización social como forma de presión para lograr el retorno a la democracia. Su líder nacional fue el demócrata cristiano Juan Luis González.
Se constituyó como un espacio en el que confluyeron fuerzas políticas y diversos actores de la sociedad civil, y tuvo su máxima expresión en el paro nacional del 2 y 3 de julio en 1986.

## Historia
En medio de un homenaje de la Federación de Colegios Profesionales al Dr. Ricardo Vacarezza, el presidente de la colectividad Dr.Juan Luis González Reyes realizó un llamado para formar una convergencia social, con objetivo de realizar la Demanda de Chile, documento que sería presentado a las autoridades. Se constituyó de forma oficial el 26 de abril de 1986, y fue encabezada por la Federación de Colegios Profesionales e integrada por el Comando Nacional de Trabajadores diversas organizaciones gremiales, sindicales, las Federaciones de Estudiantes Secundarios (FESES) y de Estudiantes Universitarios de Chile (CONFECH), la AGECH (Asociación Gremial de Educadores de Chile) y partidos políticos de centro izquierda.
Fue la primera vez durante el régimen que en un mismo conglomerado se logró unir el Partido Comunista con el Partido Demócrata Cristiano, y logró una coordinación política y social que abarcaba gran mayoría de la oposición al régimen. Aglutinaba también al Movimiento Democrático Popular y la Alianza Democrática.